# Route 63 (Alberta)
Pour les articles homonymes, voir Route 63.
La Route 63 est une route provinciale partiellement autoroutière sud / nord dans le nord de l'Alberta. Depuis le sud, la route 63 débute à l'intersection avec la route 28 à environ 6 km au sud-est de Radway, traverse Boyle et Fort McMurray avant de se terminer à environ 16 km au nord de sa seconde traversée de la Rivière Athabasca près de Fort MacKay.
La majeure partie de la route 63 traverse la taïga, bien que les forêts-parcs à trembles canadiennes et les terres agricoles soit prédominantes jusqu'à Wandering River. La route passe aussi à travers les sables bitumineux de l'Athabasca entre Fort McMurray et Fort MacKay.
Dès son terminus jusqu'à Fort McMurray, la route est désignée comme une route essentielle du système routier national du Canada (en).

## Localités traversées
- Fort MacKay
- Fort McMurray
- Boyle

## Mise au format autoroutier

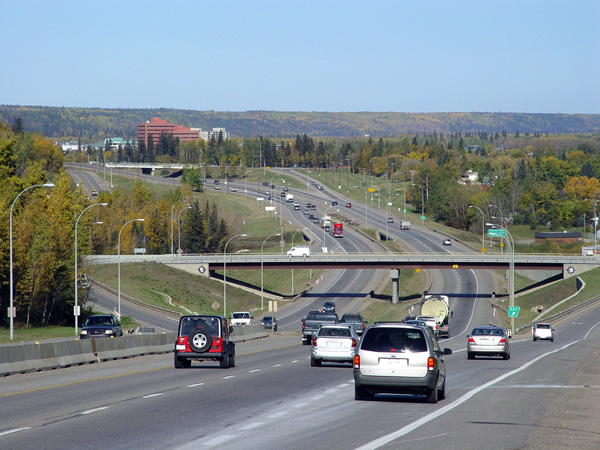
La route 63 à Fort McMurray, près de Prairie Loop Boulevard.

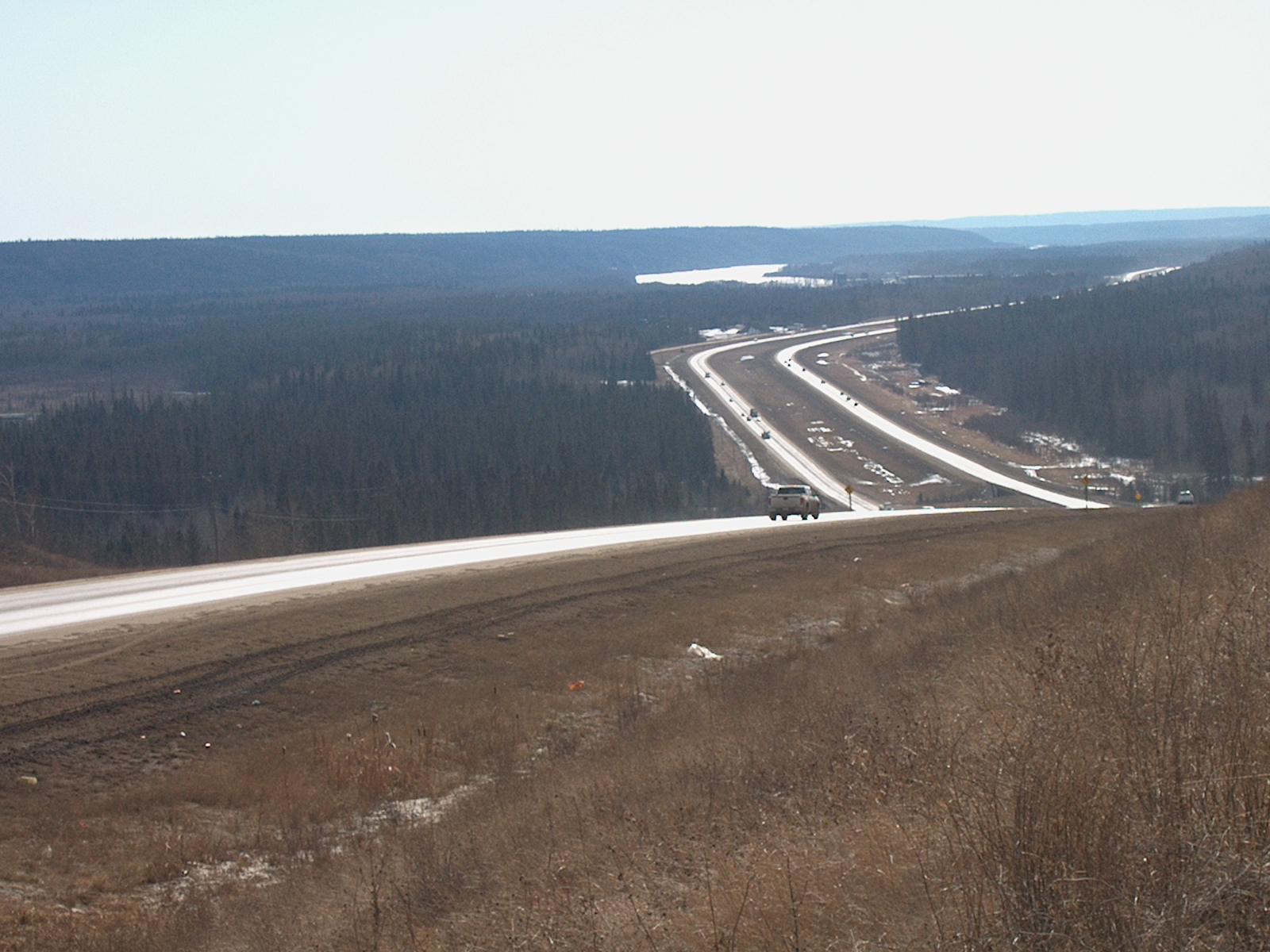
La route 63 au nord de Fort McMurray.

Depuis le début des années 2000, la route 63 a vu son trafic augmenter fortement dans la municipalité régionale de Wood Buffalo, notamment là où se trouve le cœur pétrolier de Fort McMurray, ce qui a conduit à des problèmes liés aux transports. Les camions transportant de grand équipements peuvent causer des retards de trafic, puisqu'ils sont assez larges pour occuper deux voies de circulation. Jusqu'en 2016, la plus grande partie de la route consistait en une chaussée à deux voies indivise, à l'exception d'environ 55 km partant du Sud de son intersection avec la Route 881 à Fort McMurray jusqu'au Sud de Fort MacKay. C'est aussi la seule route conduisant à FortMcMurray, ce qui en fait un lien critique pour cette communauté alors en pleine croissance.
Après des années de pression publique et politique, le gouvernement annonça en février 2006 le début des travaux sur toute la portion à deux voies pour passer à une autoroute à deux fois deux voies à division standard depuis Atmore jusqu'au sud de Fort McMurray. Le doublement commença en 2006 et devait alors prendre au moins cinq ans à compléter.
En octobre 2009, le doublement d'environ 16 km de ce corridor de 240 km est complété, avec 16 km supplémentaires surfacés attendus pour fin 2011. En octobre 2012, la fin du doublement de chaussée de la portion restante de la route 63 entre Grassland et Fort McMurray a été annoncée pour la fin 2016, et 36 km de section doublée ont été ouverts près de Wandering River le 5 novembre 2012. Les échangeurs dans Fort McMurray au niveau de Confederation Way et de Thickwood Boulevard ont été complétés fin 2013.

## Sécurité routière
Entre 2001 et 2005, plus de 1 000 collisions de véhicules se sont produites sur la route 63, dans lesquelles 25 personnes ont été tuées et 257 autres blessées.

## Intersections majeures
| Municipalité rurale / spécialisée                               | Ville                       | km     | Destinations | Notes |
| --------------------------------------------------------------- | --------------------------- | ------ | --- | --- |
| Comté de Thorhild                                               |                             | 0,00   | AB-829 sud – Redwater | L'AB-63 sud devient l'AB-829 sud |
| Comté de Thorhild                                               | AB-28 – Cold Lake, Edmonton | 0,00   | | |
| Comté de Thorhild                                               |                             | 12,80  | AB-18 ouest – Thorhild, Westlock | Terminus est de l'AB-18 |
| Comté de Thorhild                                               | AB-656 est                  | 12,80  | Terminus ouest de l'AB-656 | |
| Comté de Thorhild                                               | Newbrook                    | 34,00  | AB-661 – Rochester | |
| Comté d'Athabasca                                               |                             | 63,60  | AB-663 ouest – Colinton | Terminus sud du multiplex avec l'AB-663 |
| Comté d'Athabasca                                               | Boyle                       | 72,00  | AB-663 est – Caslan, Hylo | Terminus nord du multiplex avec l'AB-663 |
| Comté d'Athabasca                                               | Boyle                       | 73,10  | AB-831 sud – Parc provincial de Long Lake, Waskatenau, Lamont | Terminus nord de l'AB-831 |
| Comté d'Athabasca                                               |                             | 88,50  | AB-55 ouest – Athabasca | Terminus sud du multiplex avec l'AB-55 |
| Comté d'Athabasca                                               | Atmore                      | 111,60 | AB-55 est – Lac La Biche | Terminus nord du multiplex avec l'AB-55 |
| Comté d'Athabasca                                               | Atmore                      | 111,60 | AB-855 sud – Smoky Lake | Terminus nord de l'AB-855 |
| R.M. Wood Buffalo                                               |                             | 335,70 | AB-881 sud – Anzac, Conklin, Lac La Biche | Terminus nord de l'AB-881 |
| R.M. Wood Buffalo                                               | Fort McMurray               | 351,60 | Saprae Creek Trail – Aéroport, Saprae Creek | |
| R.M. Wood Buffalo                                               | Fort McMurray               | 357,30 | Tolen Drive / King Street / Clearwater Drive | Échangeur |
| R.M. Wood Buffalo                                               | Fort McMurray               | 358,40 | Hospital Street / Abasand Drive | |
| R.M. Wood Buffalo                                               | Fort McMurray               | 359,40 | Hardin Street | Feux de circulation; voie d'évitement en direction sud |
| R.M. Wood Buffalo                                               | Fort McMurray               | 359,90 | Morrison Street | Feux de circulation; voie d'évitement en direction sud |
| R.M. Wood Buffalo                                               | Fort McMurray               | 360,40 | Franklin Avenue / C.A. Knight Way | Échangeur; sortie direction sud, entrée direction nord |
| R.M. Wood Buffalo                                               | Fort McMurray               | 361,50 | Traverse la rivière Athabasca Pont d'Athabasca River (direction nord) Pont Ralph Steinhauer (direction sud), Pont Grant MacEwan Bridge (sortie vers Franklin Avenue) | Traverse la rivière Athabasca Pont d'Athabasca River (direction nord) Pont Ralph Steinhauer (direction sud), Pont Grant MacEwan Bridge (sortie vers Franklin Avenue) |
| R.M. Wood Buffalo                                               | Fort McMurray               | 362,60 | Thickwood Boulevard | Échangeur |
| R.M. Wood Buffalo                                               | Fort McMurray               | 364,50 | Confederation Way | Échangeur |
| R.M. Wood Buffalo                                               | Fort McMurray               | 367,60 | AB-686 ouest (Parsons Access Road) | Terminus est de l'AB-686 |
| R.M. Wood Buffalo                                               |                             | 388,40 | Base Plant / Voyageur Road | Échangeur |
| R.M. Wood Buffalo                                               |                             | 398,60 | Demi-tour | Demi-tour en direction nord vers AB-63 sud |
| R.M. Wood Buffalo                                               | Fort MacKay                 | 409,90 | Fort McKay Road | |
| R.M. Wood Buffalo                                               |                             | 411,40 | Traverse la rivière Athabasca Pont Peter Lougheed | Traverse la rivière Athabasca Pont Peter Lougheed |
| R.M. Wood Buffalo                                               |                             | 433,90 | Route d'hiver – Fort Chipewyan, Parc national Wood Buffalo, Fort Smith                                                                                               | Continue vers le nord sur une route saisonnière |
| - Terminus de multiplex - Accès incomplet - Transition de route |                             |        | | |